# Żerniki (województwo lubelskie)
Żerniki (ukr. Жерники – Żérnyky) – wieś w Polsce położona w województwie lubelskim, w powiecie tomaszowskim, w gminie Ulhówek.
W latach 1975–1998 miejscowość należała administracyjnie do województwa zamojskiego.
Wieś jest sołectwem w gminie Ulhówek. Według Narodowego Spisu Powszechnego z roku 2011 wieś liczyła 350 mieszkańców.
Wierni Kościoła rzymskokatolickiego należą do parafii Świętych Apostołów Piotra i Pawła w Łaszczowie.

## Części wsi
| SIMC    | Nazwa           | Rodzaj    |
| ------- | --------------- | --------- |
| 0904753 | Kolonia Żerniki | część wsi |
| 0904760 | Korea           | część wsi |

## Historia
W 1827 we wsi były 73 gospodarstwa, a miejscowość liczyła 394 mieszkańców. ówczesną cerkiew parafialną erygował w 1694 dziedzic wsi Paweł Zbychalski.
Według spisu z 1921 we wsi było 66 gospodarstw, a wieś liczyła 467 mieszkańców. Spośród nich 61 zapisano jako Polaków, a 406 jako Ukraińców. Wśród nich było 61 rzymskich katolików, 405 prawosławnych i 1 grekokatolik.
1 czerwca 1944 r. oddział polskiego podziemia (AK?) spalił znaczną część wsi i zamordował  33 osoby narodowości ukraińskiej (w tym 16 kobiet i 2 dzieci).
W Żernikach znajduje się zabytkowa cerkiew greckokatolicka Opieki NMP z XIX w., przeniesiona z Turkowic. Obecnie pełni funkcję filialnego kościoła rzymskokatolickiego Nawiedzenia NMP parafii Świętych Apostołów Piotra i Pawła w Łaszczowie.